# Aqueles Que Me Desejam a Morte
Those Who Wish Me Dead (bra/prt: Aqueles Que Me Desejam a Morte) é um filme de suspense neo-western americano dirigido por Taylor Sheridan com roteiro de Michael Koryta, Charles Leavitt e Sheridan, baseado no romance de mesmo nome de Koryta. O filme é estrelado por Angelina Jolie, Nicholas Hoult, Tyler Perry, Jon Bernthal e Aidan Gillen.

## Sinopse
O filme segue uma testemunha de assassinato que é perseguido no deserto de Montana com um especialista em sobrevivência encarregado de protegê-lo, e um incêndio florestal ameaçando consumir todos eles.

## Elenco
- Angelina Jolie como Hannah Faber
- Nicholas Hoult como Patrick
- Tyler Perry
- Jon Bernthal
- Aidan Gillen

## Produção
Foi anunciado em janeiro de 2019 que Angelina Jolie estrelaria o filme, com Taylor Sheridan escrevendo e dirigindo o filme. Em abril, Nicholas Hoult, Tyler Perry, Jon Bernthal e Aidan Gillen estavam entre o novo elenco que se juntou ao filme.
As filmagens começaram em maio de 2019, no Novo México. A produção foi concluída em julho de 2019. Em agosto de 2019, foi anunciado que James Jordan havia sido escalado para o filme.
A trilha sonora do filme será composta por Brian Tyler.

## Lançamento
Em maio de 2019, foi anunciado que a Warner Bros. Pictures havia adquirido os direitos de distribuição do filme. O filme teve uma estreia teatral internacional na Coréia do Sul em 5 de maio de 2021. Em Portugal, nos Estados Unidos e no Brasil, foi lançado respectivamente em 13 de maio de 2021, 14 de maio de 2021 e 27 de maio de 2021. Como parte de seus planos para todos os seus filmes de 2021, a Warner Bros. também transmitirá o filme simultaneamente no serviço HBO Max por um período de um mês, após o qual o filme será removido até o período normal de lançamento na mídia doméstica.

## Recepção
No agregador de críticas Rotten Tomatoes, 60% de 177 opiniões são positivas, que é seguido do consenso crítico dizendo: "Um suspense de ação totalmente tradicional no estilo dos anos 90, Those Who Wish Me Dead, é elevado pela direção propulsiva de Taylor Sheridan." No Metacritic tem uma pontuação de 58 entre 100, apontando "críticas mistas ou médias". O público entrevistado pelo CinemaScore deu ao filme uma nota média de "B" em uma escala de A + a F, enquanto o PostTrak relatou que 72% dos membros do público deram uma pontuação positiva, com 44% dizendo que definitivamente o recomendariam.